# Vezin-le-Coquet
Vezin-le-Coquet település Franciaországban, Ille-et-Vilaine megyében. Lakosainak száma 6441 fő (2022. január 1.). Vezin-le-Coquet Rennes, Pacé és Le Rheu községekkel határos.

## Népesség
A település népessége az elmúlt években az alábbi módon változott:
| Lakosok száma | 1596 | 2731 | 3268 | 3809 | 4901 | 5401 | 5727 | 6114 | 6234 | 6441 |
|               | 1968 | 1982 | 1990 | 2006 | 2013 | 2015 | 2017 | 2019 | 2020 | 2022 |